# من الرعب الحربي (كتاب)

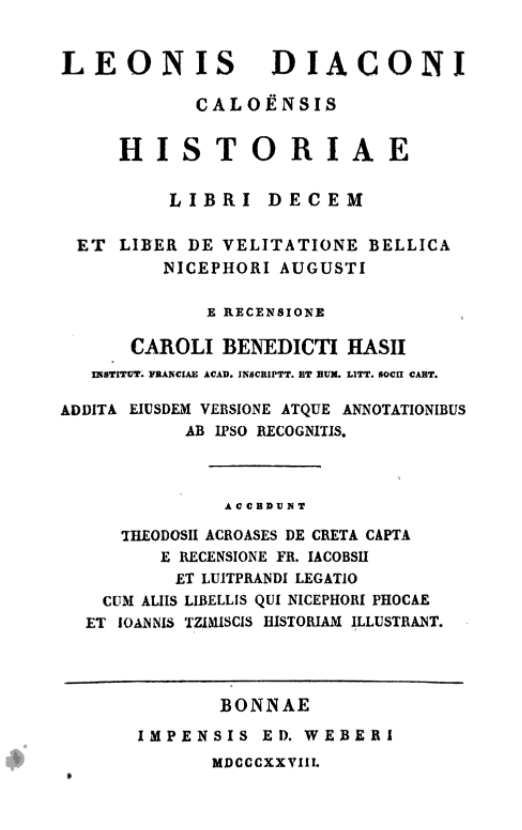
الغلاف الأمامي لطبعة عام 1828 من كتاب كارل بنديكت هاس (نُشر مع تاريخ ليو الشماس)

من الرعب الحربي (باللاتينية: De velitatione bellica) هو عنوان للمقالة العسكرية [الإنجليزية] البيزنطية حول المناوشات وحرب العصابات على الحدود، والتي أُلفَت حوالي عام 970 م. عنوانها اليوناني الأصلي هو Περὶ Παραδρομῆς (بيري بارادروميس ، "في المناوشات"). المؤلف الأصلي غير معروف ولكن من المرجح أنه كان ضابطًا رفيع المستوى في الجيش قريبًا من عائلة فوقاس. يصف العمل التكتيكات التي استخدمت سابقًا ضد المسلمين عامةً والحمدانيين خاصةً، لكن المؤلف يشير إلى أنه بسبب النجاحات البيزنطية الأخيرة، فقد لا "تجد هذه التكتيكات تطبيقًا في المناطق الشرقية في الوقت الحاضر"، ولكنها قد تكون مفيدة للحملات المستقبلية. ينتقد المؤلف البيروقراطية الحكومية المتمركزة في القسطنطينية.[بحاجة لمصدر]

### الفصول
ينقسم الكتاب إلى خمسة وعشرين فصلًا:
- الفصل الأول - منشورات المراقبة. ما مدى البعد الذي يجب أن يكون بينهما؟
- الفصل الثاني - نقاط المراقبة على الطريق والجواسيس.
- الفصل الثالث - تحركات العدو. احتلال الأراضي الصعبة مسبقًا.
- الفصل الرابع - القيام بهجمات غير متوقعة على العدو. مواجهة العدو عند عودته إلى بلده.
- الفصل الخامس - السيطرة على المياه في الممرات مسبقًا.
- الفصل السادس - تكتيكات المناوشات في الغارات الفردية وتقدير عدد الرجال في الغارة الواحدة.
- الفصل السابع - تجميع الجيش وتحريكه. استخدام التجار للخروج والتجسس.
- الفصل الثامن - مراقبة الجيش ومتابعته.
- الفصل التاسع - تحركات المجموعات المهاجمة ومتابعتها.
- الفصل العاشر - عندما ينفصل الفريق المهاجم عن القوات التي تتبعه.
- الفصل الحادي عشر - تمركز المشاة على الجانبين في الممرات الضيقة.
- الفصل الثاني عشر - هجوم مفاجئ من قبل العدو قبل أن تتمكن القوات الرومانية من التحرك.
- الفصل الثالث عشر - نصب كمين لما يسمى بالمينسوراتوريس بالقرب من معسكرهم.[3]
- الفصل الرابع عشر - سحب الفرسان من المشاة عندما يسيرون معًا.
- الفصل الخامس عشر – الأمن.
- الفصل السادس عشر - الانفصال عن قطار الأمتعة.
- الفصل السابع عشر - عندما يركب العدو إلى بلادنا بقوة كبيرة. إعداد كمين.
- الفصل الثامن عشر - عندما يضطر القائد إلى المناوشة مع العدو من جانبين.
- الفصل التاسع عشر - حالة الجيش. تسليحها وتدريبها.
- الفصل العشرون - بينما يتأخر العدو في بلادنا فإن جيشنا يستطيع غزو بلادهم.
- الفصل الحادي والعشرون - حصار مدينة محصنة.
- الفصل الثاني والعشرون - انفصال نصف أو ثلث جيش العدو.
- الفصل الثالث والعشرون - انسحاب العدو واحتلال الممرات الجبلية.
- الفصل الرابع والعشرون – القتال في الليل.
- الفصل الخامس والعشرون - طريقة أخرى لاحتلال الطريق وجعل النزول صعبًا.

### الطبعات
حُوفظ على النص اليوناني الأصلي في ثلاث مخطوطات من القرن الحادي عشر، وهي نسخ مستعملة من الرسالة الأصلية. اثنان منهم في روما، والثالث، والنسخة الكاملة الوحيدة، في الإسكوريال.
- نُشر النص لأول مرة، تحت عنوانه الحالي واستند إلى أربع نسخ من القرن السادس عشر، إلى جانب تاريخ ليون الشماس ، بقلم كارل بنديكت هاس في باريس عام 1819 وأعيد طبعه عام 1828. [5]
- وقد نشر جورج تي دينيس في عام 1985 طبعة جديدة، مستندة إلى مخطوطات القرن الحادي عشر، مع ترجمة إنجليزية :Dennis، George T. (1985). Three Byzantine Military Treatises. Washington, DC: دومبارتون أوكس. ص. 137–239. ISBN:0-88402-140-8. ثلاث رسائل عسكرية بيزنطية . واشنطن العاصمة: دمبارتون أوكس . ص. 137-239 . رقم ISBN <bdi>0-88402-140-8</bdi> .
- صدرت الطبعة الفرنسية في عام 1986، مع ترجمة إلى الفرنسية بواسطة جيلبرت داجرون:Dagron، Gilbert؛ Mihaescu، Haralambie (1986). Le Traité sur la Guérilla (De velitatione) de l'Empereur Nicéphore Phocas (963–969). Paris, France: CNRS. ISBN:2-222-03838-3. Le Traité sur la Guérilla (De velitatione) للإمبراطور نيكيفور فوكاس (963–969) . باريس، فرنسا: المركز الوطني الفرنسي للبحث العلمي . رقم ISBN <bdi>2-222-03838-3</bdi> .

## طالع أيضًا
- أكريتاي [الإنجليزية]
- معركة لالاكاون
- الوصية العسكرية